# Castell de Huntingdon
El castell de Huntingdon estava situat a la ciutat de Huntingdon a Cambridgeshire, Anglaterra.
L'any 1068 es va construir un castell normand de motte i bailey per ordre de Guillem el Conqueridor. Durant la Anarquia anglesa, el castell va ser ocupat per David, rei d'Escòcia a través del seu matrimoni amb  Maud, 2a comtessa d'Huntingdon. Va recolzar a l'emperadriu Matilde en una batalla de successió i el castell va quedar molt malmès en aquest moment. No obstant això, quan la successió es va resoldre, el fill de David, Enric d'Escòcia, va retre homenatge a Esteve d'Anglaterra, que a la vegada li va donar el municipi d'Huntingdon, a més del castell.
Cap a l'any 1173, el castell encara estava en mans dels reis d'Escòcia, en aquella època per William I d'Escòcia, conegut com a William the Lion. Ell s'havia aliat amb Henry the Young, el fill rebel de Henry II d'Anglaterra, durant la Revolta de 1173-1174, i el castell era assetjat per Richard de Luci. El setge va ser assumit per Simon de Senlis, però no va acabar fins que Enric II (que acabava d'executar penitència a la tomba de Thomas Becket) va arribar a Huntingdon. El setge va acabar l'endemà i Henry va ordenar que el castell fos desmantellat.
Parts del castell encara romanen, incloent la capella, i la seva propietat va passar per diverses mans. El castell va ser refortificat durant la guerra civil anglesa. Durant un temps va servir com a presó del comtat, i més tard es va situar un molí de vent sobre el monticle del castell. Ara no queda res del castell, a part dels seus moviments de terra, tot i que el lloc és considerat un monument antic programat.